# Mai (phim)
Mai (viết cách điệu bằng việc viết hoa tất cả các chữ cái hoặc MɅI) là một bộ phim điện ảnh Việt Nam thuộc thể loại hài – lãng mạn – chính kịch ra mắt vào năm 2024 do Trấn Thành làm đạo diễn và đồng sản xuất, đánh dấu đây là bộ phim điện ảnh thứ ba anh làm đạo diễn, sau Bố già và Nhà bà Nữ. Tác phẩm có sự tham gia diễn xuất của các diễn viên gồm Phương Anh Đào, Tuấn Trần, Trấn Thành, Ngọc Giàu, Khả Như, Uyển Ân, Anh Đức, Việt Anh và Hồng Đào.
Đến ngày 1 tháng 3 năm 2024, sau 20 ngày khởi chiếu, bộ phim đã chính thức cán mốc hơn 500 tỷ đồng (theo Box Office Việt Nam) để vượt qua Nhà bà Nữ, trở thành dự án điện ảnh có doanh thu cao nhất lịch sử phòng vé Việt Nam. Bộ phim cũng đã giúp Trấn Thành trở thành đạo diễn đầu tiên và duy nhất tại Việt Nam có tổng doanh thu hơn 1.000 tỷ VND.

## Nội dung
Mai là một cô gái sinh ra trong một gia đình bất hạnh, cô đã từng trải qua một bi kịch không thể kinh khủng hơn. Khi đang ở độ tuổi đẹp nhất của một người con gái, Mai phải làm đủ mọi việc để kiếm tiền hòng tồn tại giữa thành phố hoa lệ. Từ đây, số phận đưa đẩy khiến cô trở thành một cô gái mát-xa. Tất nhiên, khác với những người đồng nghiệp, Mai chỉ "bán nghệ chứ không bán thân". Tuy nhiên, công việc này vẫn khiến cô chịu nhiều điều tiếng khi bị xem như gái bán hoa. Cuộc đời Mai bất ngờ rẽ sang hướng khác khi cô gặp Trùng Dương – gã hàng xóm có biệt danh là Sâu sống đối diện căn phòng trọ của cô. Trái ngược với Mai, Dương lại là chàng công tử sinh ra ở vạch đích, chuyển ra ngoài sống chỉ để tìm kiếm cảm hứng sáng tác theo đam mê của mình. Anh sống cuộc đời phóng túng, là tay "sát gái" và quyết tâm chiếm lấy Mai sau một lời thách đố với tay bạn thân.
Mai có một khách hàng thân thiết là bà Đào, bà xem cô như em gái và cho cô nhiều lời khuyên về cuộc sống, còn Bình Minh – con gái của Mai – là người ủng hộ cuộc tình giữa Dương và Mai. Trong spa, một nữ đồng nghiệp tên Trinh có lòng đố kỵ với Mai, nhốt cô trong phòng thay đồ nhưng cô may mắn được chú bảo vệ cứu thoát. Dương đưa Mai về nhà anh dự tiệc sinh nhật của dì hai, người mà anh gọi là Má Mi. Tại đây Mai phát hiện ra bà Đào chính là mẹ của Dương, song bà Đào không muốn con trai mình kết hôn với một người như Mai, và từ đó hai mẹ con Dương xảy ra tranh cãi. Dương quyết định sống tự lập, không cần tiêu tiền của mẹ mình nữa, từ đó anh chật vật đi tìm việc làm.
Mai có một người bố là ông Hoàng, song ông rất ham mê cờ bạc và thường bị giang hồ đòi nợ hết lần này đến lần khác, khiến cho Mai nhiều lần phải trả nợ. Nghe lời động viên của Dương, Mai bắt đầu mạnh mẽ hơn, cô đã la mắng những người xấu tính thường bắt nạt mình trong chung cư, đánh Trinh một trận ở spa rồi tuyên bố nghỉ việc. Một hôm nọ, Dương và Mai được bà Đào gọi về nhà. Bà Đào đề nghị hỗ trợ cho Bình Minh đi du học nước ngoài, nhưng bà yêu cầu Dương và Mai phải chia tay. Ông Hoàng cũng có mặt ở đó, ông đã nhận một số tiền lớn của bà Đào để tiết lộ quá khứ của Mai nhằm tạo áp lực cho cô phải chia tay Dương. Hóa ra, lúc ở quê, Mai từng bị một người đàn ông – thực chất chính là ông Hoàng – đã đẩy cô xuống bờ vực sâu thẳm và vô tình khiến cô mang bầu rồi sinh ra Bình Minh. Cuộc tranh cãi ngày càng căng thẳng khiến bà Đào ngất xỉu. Quá căm giận với bố mình, Mai ném toàn bộ số tiền xuống sân chung cư khiến cho mọi người lao ra nhặt tiền. Trong vụ hỗn loạn đó, ông Hoàng không may té ngã tại bậc thang và đột ngột tắt thở.
Dương hẹn hai năm sau gặp lại Mai, anh hứa sẽ thay đổi bản thân và sẽ tiếp tục cuộc tình của họ. Bốn năm sau, Mai trở thành quản lý của một khu nghỉ dưỡng ở Đà Lạt. Lúc này, cô tình cờ gặp lại Dương, người giờ đây đã có vợ, khi đó anh đưa vợ và mẹ đến đây để đi du lịch. Sau khi gặp nhau, Mai rời đi trên xe ôtô và bật khóc khi nghĩ lại về quá khứ đau thương của mình.

## Diễn viên
- Phương Anh Đào vai Mai
- Tuấn Trần vai Dương (Sâu)
- Trấn Thành vai ông Hoàng
- Hồng Đào vai bà Đào
- Uyển Ân vai Bình Minh
- Ngọc Giàu vai Má Mi
- Khả Như vai Trinh
- Sầu Anh Thư vai Lành
- Anh Phạm vai Diễm
- Trần Tiểu Vy vai vợ Dương
- Việt Anh vai chú Út
- Vũ Quốc Khánh vai Bobby
- Lý Hạo Mạnh Quỳnh (Quỳnh Lý) vai Tú quản lý spa
- Kim Phương vai Tú Bà
- Thanh Hằng vai bà Nguyệt
- Kiều Linh vai bà Kiều
- Ngọc Nga vai bà Nga
- Anh Đức vai A Tỷ
- Lộ Lộ vai bà Phụng
- Ngọc Nguyễn vai bà Ngọc hàng xóm[7]
- Hoàng Mèo vai Giang hồ
- Lê Nam vai Công an
- Ngân Hòa vai Jelly

Cũng giống như dự án Nhà bà Nữ, Trấn Thành chỉ vào vai tuyến nhân vật phụ và tập trung làm phim.

## Sản xuất

### Phát triển
Phim được Trấn Thành đầu tư với kinh phí 50 tỷ đồng, 2 năm lên ý tưởng cũng như kịch bản và 1 năm sản xuất.
Ban đầu vai diễn bố Mai được Trấn Thành giao cho NSND Việt Anh, tuy nhiên sau đó anh lại quyết định vào vai mang tính phản diện này. Theo chia sẻ của anh, vì phía nhà sản xuất gây áp lực và anh không thể vào vai chú Út nên đành phải đưa vai chú Út về cho NSND Việt Anh, còn mình thì vào vai bố Mai. Trước những tin đồn về việc tuyển chọn diễn viên theo độ quen biết, đạo diễn Trấn Thành cũng khẳng định: "Tôi không bao giờ đưa một người chỉ vì quen biết mình nhưng vào phim lại không hợp vai. Tôi không bao giờ làm như vậy".

### Ghi hình
Bộ phim được khởi quay trong 47 ngày không liên tục, từ ngày 30 tháng 4 đến ngày 15 tháng 7 năm 2023. Theo Tuấn Trần, trong phân cảnh nóng bỏng thứ hai của bộ phim giữa anh và Phương Anh Đào đã phải thực hiện trong vòng 4 ngày do bị xấu hay sai ánh sáng đều phải quay lại theo ý kiến của Trấn Thành và Diệp Thế Vinh. Theo chia sẻ của anh, đây cũng là dự án đầu tiên mà anh vào vai có phân cảnh nóng bỏng. Đối với các phân cảnh tại chung cư 122 An Bình, ban đầu được cho là sẽ kéo dài đến một tháng nhưng sau khi khảo sát, đoàn làm phim chỉ thực hiện ghi hình trong vòng 7 ngày và sau đó di dời sang một phim trường ở Gò Vấp để thực hiện các cảnh quay khác.

### Âm nhạc
Nguyễn Hoàng Anh là người đảm nhận vị trí soạn nhạc nền cho bộ phim. Tổng cộng đã có 5 ca khúc xuất hiện trong bộ phim bao gồm: "Sau lời từ khước" của Phan Mạnh Quỳnh; "Đen đá không đường" của Amee; "Những con sông ngón tay" của Trần Thu Hà; "Bartender" của Ngọt và "Mùa thu mây ngàn" của Từ Công Phụng.  "Đen đá không đường" của Amee và "Những con sông ngón tay" của Trần Thu Hà đa số xuất hiện vào cảnh lãng mạn của Dương (Tuấn Trần đóng) và Mai (Phương Anh Đào đóng). "Mùa thu mây ngàn" của Từ Công Phụng là bài hát mà nhân vật Dương (Tuấn Trần đóng) đã đàn cho nhân vật Mai nghe. "Bartender" của Ngọt xuất hiện vào cảnh hành động của Mai (Phương Anh Đào đóng) và Trinh (Khả Như đóng). "Sau lời từ khước" của Phan Mạnh Quỳnh xuất hiện vào cảnh Mai chia tay Dương.
| STT              | Nhan đề                   | Sáng tác                    | Trình bày        | Thời lượng |
| ---------------- | ------------------------- | --------------------------- | ---------------- | ---------- |
| 1.               | "Sau lời từ khước"        | Phan Mạnh Quỳnh             | Phan Mạnh Quỳnh  | 4:11       |
| 2.               | "Những con sông ngón tay" | Trần Đức Minh và Phan Lê Hà | Trần Thu Hà      | 5:25       |
| 3.               | "Đen đá không đường"      | LyLy                        | Amee             | 3:00       |
| 4.               | "Bartender"               | Ngọt                        | Ngọt             | 5:18       |
| 5.               | "Mùa thu mây ngàn"        | Từ Công Phụng               | Từ Công Phụng    | 4:59       |
| Tổng thời lượng: | Tổng thời lượng:          | Tổng thời lượng:            | Tổng thời lượng: | 22:53      |

Riêng ca khúc "Sau lời từ khước" của Phan Mạnh Quỳnh thậm chí còn trở thành top 1 trending music trên YouTube Việt Nam. Đồng thời, ca khúc cũng dẫn đầu trên các nền tảng nhạc số khác như iTunes, Apple Music, NCT Realtime, Zing MP3.

## Phát hành

### Quảng bá
Ngày 28 tháng 11 năm 2023, Trấn Thành và đơn vị phát hành đã chính thức công bố bộ phim Mai và ấn định khởi chiếu vào ngày 10 tháng 2 năm 2024, tức mùng 1 Tết Nguyên đán. Bản nhìn đầu tiên và áp phích teaser của bộ phim được phát hành có sự xuất hiện của diễn viên Phương Anh Đào trong vai nữ chính. Đến ngày 10 tháng 1 năm 2024, đơn vị phát hành chính thức ra mắt trailer và áp phích chính thức của phim, hé lộ toàn cảnh câu chuyện tình yêu của nhân vật Mai và Dương. Vào ngày 20 tháng 2, sau khi khởi chiếu hơn một tuần thì ê-kíp bộ phim lần đầu tiên tung áp phích buồn theo đúng chủ đề của bộ phim. Nhân vật Mai được thiết kế ở dạng đang khóc và trên đầu cô được cho là những người tạo nên gánh nặng mà số phận cô phải gánh chịu. Theo chia sẻ của Trấn Thành, "Mai là góc nhìn chân thực về cuộc đời".

### Công chiếu
Cùng lúc phát hành vào ngày mùng 1 Tết Nguyên Đán năm 2024, phim còn có sự cạnh tranh đến từ bộ phim Gặp lại chị bầu của đạo diễn Nhất Trung. Đồng thời, trong thời điểm này cũng có hai bộ phim Việt khác cùng ra rạp là Sáng đèn – mang chủ đề cải lương của đạo diễn Hoàng Tuấn Cường và Trà của đạo diễn Lê Hoàng. Tuy nhiên, cả hai bộ phim sau đó đều rút khỏi rạp lần lượt vào ngày 11 tháng 2 và ngày 14 tháng 2. Đây cũng là lần đầu tiên trong 10 năm có hai phim Việt chiếu Tết rút khỏi rạp chỉ sau khi khởi chiếu vài ngày. Nhiều người cho rằng lý do là vì "sợ", "áp lực" trước bộ phim Mai của Trấn Thành.
Ngày 17 tháng 5 năm 2024, ứng dụng Galaxy Play và Netflix chính thức ra mắt phim.

## Đón nhận

### Doanh thu
Đến hết buổi sáng ngày 13 tháng 2, bộ phim đã chạm mốc 100 tỷ đồng để phá kỷ lục Nhà bà Nữ – bộ phim có doanh thu cao nhất lịch sử phòng vé Việt Nam sau 3 ngày và một buổi sáng. Đến ngày thứ 8 kể từ khi công chiếu, bộ phim đã cán mốc 300 tỷ đồng, tiếp tục phá kỷ lục trước đó của bộ phim Nhà bà Nữ cũng do Trấn Thành làm đạo diễn. Như vậy, trung bình mỗi ngày bộ phim thu về thêm 37.5 tỷ đồng – con số chưa từng có trong lịch sử phòng vé Việt Nam. Theo VTC News, Mai đã trở thành phim có tốc độ tăng doanh thu nhanh nhất lịch sử Việt Nam. Chỉ riêng ngày Lễ tình nhân, phim đã thu về 44 tỷ đồng với 4.330 suất chiếu, chiếm 68% tổng doanh thu phòng vé trong ngày tại Việt Nam.
Kể từ lúc Mai vượt mốc 200 tỷ, Trấn Thành cũng chính thức trở thành đạo diễn đầu tiên tại Việt Nam có tổng doanh thu phòng vé hơn một nghìn tỷ đồng từ các phim của mình bao gồm Bố già với 427 tỷ đồng và Nhà bà Nữ là 475 tỷ đồng. Đến sáng 18 tháng 2, phim vượt mốc 300 tỷ đồng và trở thành phim đạt cột mốc này nhanh nhất lịch sử phòng vé. Đến ngày 1 tháng 3 năm 2024, sau 20 ngày khởi chiếu, phim chính thức cán mốc hơn 500 tỷ đồng để vượt qua Nhà bà Nữ, trở thành phim có doanh thu cao nhất lịch sử phòng vé Việt Nam. Chỉ tính riêng doanh thu 3 bộ phim do Trấn Thành làm đạo diễn lần lượt là Bố già, Nhà bà Nữ và Mai là đã xấp xỉ bằng tổng doanh thu cả năm của Việt Nam trong năm 2023.

### Tác động và ảnh hưởng
Trong thời gian phim được khởi chiếu, nhiều câu thoại trong phim cũng đã được lan truyền trên các nền tảng mạng xã hội như "Life's too short" (Tạm dịch: Đời ngắn lắm); "Cái mền sạch nhất cũng có bụi"; "Em muốn yêu. Em gần 40 tuổi rồi";... hay đặc biệt là câu nói "Cảm ơn vì đã không đợi em" cũng đã được nhiều người diễn lại và đăng tải trên mạng xã hội TikTok. Tổng cộng đã có hơn 48.000 lượt đăng tải và 1,1 tỷ lượt xem liên quan đến bộ phim điện ảnh Mai trên nền tảng TikTok. Nhiều cuộc tranh luận về cái kết của bộ phim cũng được diễn ra sôi nổi trên mạng xã hội. Trên tờ báo Deadline, nhà báo Liz Shackleton đã cho rằng Việt Nam là nơi có sự cạnh tranh gay gắt nhất về điện ảnh trong dịp Tết Nguyên đán năm 2024 và đưa Việt Nam trở thành thị trường điện ảnh phục hồi nhanh nhất châu Á chỉ sau Ấn Độ.
Sau khi được phát hành, bối cảnh chính của bộ phim là một chung cư cũ sinh sống của đa số người Hoa nằm tại đường An Bình – Trần Hưng Đạo ở quận 5, Thành phố Hồ Chí Minh đã được nhiều người tìm đến để chụp ảnh. Đồng thời, một quán hủ tiếu mì cũng ở quận 5, là một phân cảnh trong phim cũng đột ngột trở nên nổi tiếng và phải đóng cửa sớm từ 20 giờ thay vì 3 giờ sáng hôm sau chỉ vì hết nước dùng để phục vụ.

### Thành tích
| Ngày         | Tên kỷ lục | Mốc đạt              | Ref          |
| Tại Việt Nam | Tại Việt Nam | Tại Việt Nam         | Tại Việt Nam |
| ------------ | --- | -------------------- | ------------ |
| 09/02        | Phim Việt Nam có số lượng vé bán trước cao nhất mọi thời đại dịp Tết Nguyên Đán.                                     | 40.000 vé            |              |
| 10/02        | Phim Việt Nam có doanh thu vào mùng 1 Tết Nguyên Đán cao nhất mọi thời đại.                                          | 23.3 tỷ đồng         |              |
| 11/02        | Phim Việt Nam đạt số lượng vé bán cao nhất cùng thời đại trên ứng dụng MoMo.                                         | 108.000 vé           |              |
| 12/02        | Phim Việt Nam cán mốc 51 tỷ đồng nhanh nhất mọi thời đại.                                                            | 2 ngày               |              |
| 13/02        | Phim Việt Nam có doanh thu cán mốc 100 tỷ đồng nhanh nhất mọi thời đại.                                              | 3 ngày, 1 buổi sáng  |              |
| 14/02        | Phim Việt Nam có doanh thu cán mốc 120 tỷ đồng nhanh nhất mọi thời đại.                                              | 4 ngày               |              |
| 15/02        | Phim Việt Nam có doanh thu cán mốc 200 tỷ đồng nhanh nhất mọi thời đại.                                              | 5 ngày rưỡi          |              |
| 15/02        | Phim Việt Nam có doanh thu trong ngày cao nhất mọi thời đại.                                                         | 40 tỷ đồng/ngày      |              |
| 16/02        | Phim Việt chạm mốc 2.2 triệu vé nhanh nhất lịch sử điện ảnh Việt Nam.                                                | Sau 6 ngày           |              |
| 17/02        | Phim Việt Nam có doanh thu cán mốc 300 tỷ đồng nhanh nhất mọi thời đại.                                              | 8 ngày               | [ 20 ]       |
| 19/02        | Phim Việt chạm mốc 3.5 triệu vé nhanh nhất lịch sử điện ảnh Việt Nam.                                                | Sau 9 ngày           |              |
| 19/02        | Phim Việt Nam chạm mốc 1.5 triệu vé bán nhanh nhất cùng thời đại trên ứng dụng MoMo.                                 | 9 ngày               |              |
| 21/02        | Phim Việt chạm mốc 4.3 triệu vé nhanh nhất lịch sử điện ảnh Việt Nam.                                                | Sau 11 ngày          |              |
| 21/02        | Phim Việt Nam có doanh thu cán mốc 400 tỷ đồng nhanh nhất mọi thời đại.                                              | 11 ngày              |              |
| 23/02        | Phim Việt chạm mốc 4.8 triệu vé nhanh nhất lịch sử điện ảnh Việt Nam.                                                | Sau 13 ngày          |              |
| 24/02        | Phim Việt chạm mốc 5 triệu vé nhanh nhất lịch sử điện ảnh Việt Nam.                                                  | Sau 14 ngày          |              |
| 26/02        | Phim Việt có doanh thu phòng vé cao nhất lịch sử điện ảnh Việt Nam.                                                  | 476 tỷ đồng/ 17 ngày |              |
| 27/02        | Phim Việt chạm mốc 5.5 triệu vé nhanh nhất lịch sử điện ảnh Việt Nam và dẫn đầu doanh thu phòng vé liên tiếp 3 tuần. | Sau 17 ngày          |              |

### Đánh giá chuyên môn
Nhà phê bình Nguyễn Phong Việt từ VietNamNet nhận định Mai sở hữu một "kịch bản nhiều tầng nghĩa", "sự chau chuốt về bối cảnh, góc máy", tuy nhiên anh chỉ trích 45 phút đầu của tác phẩm quá dài dòng, dẫn đến "những gấp gáp, dồn nén của phần nửa cuối phim". Anh coi Tuấn Trần "không tương xứng ở vị trí nam chính", mà chỉ là "cái nền cho đạo diễn xử lý số phận của Mai thêm kịch tính". Trong khi Mai lại mắc những lỗi cảm xúc khi cô "ngập ngụa trong nước mắt như kiểu đầy nuối tiếc và day dứt, không thể nào buông bỏ được". Anh chỉ ra tuyến nhân vật "đánh mất đi rất nhiều nhịp để có thể tạo nên một đường chạy suôn sẻ". Phong Việt kết luận Trấn Thành đã "hụt hơi" rất rõ với Mai trong việc chuyển từ thể loại "tâm lý, gia đình sang tâm lý, tình cảm". Theo Tiến sĩ Phương Lan – Nguyên Cục trưởng Cục Điện ảnh Việt Nam cho rằng "các tác phẩm của Trấn Thành là những bộ phim có tính giải trí hấp dẫn, có thông điệp xã hội tích cực" mặc dù có nhiều tranh cãi trái chiều. Trên Tạp chí Tri Thức, nhà báo Thuận Minh đã ca ngợi những tiến bộ từ Trấn Thành trong cách xây dựng phim khi từ từ dẫn người xem vào các đặc điểm của nữ chính. Đồng thời, bắt đầu sử dụng hình ảnh nhiều hơn để mô tả câu chuyện, giảm thiểu tính kịch từ các bộ phim trước đó cũng do chính anh làm đạo diễn. Tuy nhiên, nhà báo này lại cho rằng nhịp phim quá nhanh và đồng thời lại bị phô trương những khung ảnh nghệ thuật dư thừa. Đồng thời, có nhiều chi tiết kinh dị chèn vào được anh cho là "kém duyên".

### Giải thưởng
| Năm  | Giải thưởng                             | Hạng mục                                                         | Đề cử                      | Kết quả   | Tham khảo |
| ---- | --------------------------------------- | ---------------------------------------------------------------- | -------------------------- | --------- | --------- |
| 2024 | Liên hoan phim Châu Á Đà Nẵng lần thứ 2 | Phim hay nhất - Hạng mục phim Việt Nam dự thi                    | Mai                        | Đoạt giải | [ 34 ]    |
| 2024 | Liên hoan phim Châu Á Đà Nẵng lần thứ 2 | Đạo diễn xuất sắc nhất - Hạng mục phim Việt Nam dự thi           | Trấn Thành                 | Đoạt giải | [ 34 ]    |
| 2024 | Liên hoan phim Châu Á Đà Nẵng lần thứ 2 | Diễn viên nữ chính xuất sắc nhất - Hạng mục phim Việt Nam dự thi | Phương Anh Đào             | Đoạt giải | [ 34 ]    |
| 2024 | WeChoice Awards                         | Phim điện ảnh của năm                                            | Mai                        | Đề cử     | [ 35 ]    |
| 2024 | Ngôi Sao Xanh                           | Phim điện ảnh hay nhất                                           | Mai                        | Đoạt giải | [ 36 ]    |
| 2024 | Ngôi Sao Xanh                           | Nam diễn viên được yêu thích                                     | Tuấn Trần                  | Đoạt giải | [ 36 ]    |
| 2024 | Ngôi Sao Xanh                           | Nam diễn viên phụ xuất sắc                                       | Trấn Thành                 | Đề cử     | [ 36 ]    |
| 2024 | Ngôi Sao Xanh                           | Đạo diễn xuất sắc                                                | Trấn Thành                 | Đề cử     | [ 36 ]    |
| 2024 | Ngôi Sao Xanh                           | Nữ diễn viên chính xuất sắc                                      | Phương Anh Đào             | Đoạt giải | [ 36 ]    |
| 2024 | Ngôi Sao Xanh                           | Nữ diễn viên được yêu thích                                      | Phương Anh Đào             | Đoạt giải | [ 36 ]    |
| 2024 | Ngôi Sao Xanh                           | Cặp đôi được yêu thích                                           | Tuấn Trần - Phương Anh Đào | Đoạt giải | [ 36 ]    |
| 2024 | Ngôi Sao Xanh                           | Nữ diễn viên phụ điện ảnh xuất sắc                               | Hồng Đào                   | Đoạt giải | [ 36 ]    |
| 2024 | Cánh diều                               | Phim truyện điện ảnh xuất sắc                                    | Mai                        | Đoạt giải | [ 37 ]    |
| 2024 | Cánh diều                               | Biên kịch xuất sắc                                               | Trấn Thành, Bình Bồng Bột  | Đoạt giải | [ 37 ]    |
| 2024 | Cánh diều                               | Nữ diễn viên chính xuất sắc                                      | Phương Anh Đào             | Đoạt giải | [ 37 ]    |
| 2024 | Cánh diều                               | Nữ diễn viên phụ xuất sắc                                        | Hồng Đào                   | Đề cử     | [ 37 ]    |
| 2024 | Cánh diều                               | Thiết kế mỹ thuật xuất sắc                                       | Nguyễn Minh Đương          | Đoạt giải | [ 37 ]    |

## Tranh cãi

### Đạo nhái áp phích
Ngày 4 tháng 1 năm 2024, trên mạng xã hội đã lan truyền hình ảnh áp phích của bộ phim lại trùng khớp với bìa sách Hẹn nhau ở một cuộc đời khác.

### Kiểm duyệt đối tượng dưới 18 tuổi
Ngày 21 tháng 2 năm 2024, rất nhiều báo chí đưa tin, lên án vấn đề bộ phim Mai của Trấn Thành dán nhãn phim 18+ nhưng vẫn có học sinh dưới 18 tuổi vào xem. Ông Lê Thanh Liêm – Chánh thanh tra Bộ Văn hóa, Thể thao và Du lịch cho biết các rạp chiếu phim phải làm đúng quy định, phải đảm bảo tuổi vào xem phim đúng như dán nhãn. Với phim Mai, khi được dán nhãn T18, học sinh phổ thông không được phép vào xem. Ông Liêm cũng cho biết khi kiểm tra nếu đúng có sai phạm như vậy, thanh tra Bộ Văn hóa - Thể thao - Du lịch sẽ xử lý. Hình thức xử lý được quy định cụ thể trong quy định phổ biến phim trong rạp chiếu phim, phổ biến phim trên không gian mạng. Đến sáng ngày 1 tháng 3, Chánh Thanh tra Sở Văn hóa, Thể thao và Du lịch Thành phố Hồ Chí Minh xác nhận xử phạt hành chính bốn rạp chiếu phim trên địa bàn từ 60 – 80 triệu đồng vì để học sinh xem phim Mai.